# Nowy Uścimów
Nowy Uścimów – wieś w Polsce położona w województwie lubelskim, w powiecie lubartowskim, w gminie Uścimów. Na północny wschód od wsi znajduje się jezioro zwane Uścimowiec.
W latach 1975–1998 miejscowość administracyjnie należała do ówczesnego województwa lubelskiego.
Wieś stanowi sołectwo gminy Uścimów. Według Narodowego Spisu Powszechnego z roku 2011 wieś liczyła 536 mieszkańców.
Wierni Kościoła rzymskokatolickiego należą do parafii św. Apostołów Piotra i Pawła w Uścimowie.